# Каспарян, Дмитрий Рафаэлевич
Дмитрий Рафаэлевич Каспарян (род. 8 июня 1939, Ленинград) — энтомолог, доктор биологических наук, ведущий научный сотрудник Зоологического института РАН, крупный специалист по систематике перепончатокрылых наездников из семейства Ichneumonidae, открыл и описал более 740 новых для науки видов. В 1998—2007 профессор Autonomous University of Tamaulipas (Cd. Victoria, Мексика).

## Биография
Родился 8 июня 1939 года в Ленинграде. Во время Великой Отечественной войны вместе с матерью был в эвакуации в Иркутске и Кировской области (Котельнич). Его отец погиб на фронте в 1944 году. С 1943 по 1951 годы Каспарян жил в посёлке Птичное около Москвы, где началось его школьные обучение. В 1951 он вместе с семьёй вернулся в Ленинград. После окончания школы в 1956 году он поступил в Ленинградскую лесотехническую академию и окончил её в 1961. С 1961 по 1966 годы работал лесным энтомологом в дальневосточном лесном НИИ в Хабаровске, где исследовал паразитоидов лесных вредителей. Он вернулся в Ленинград в 1966 году и начал работать над диссертацией по Ichneumonidae в Зоологическом институте АН СССР, где в 1970 защитил кандидатскую степень. Его книга 1973 года из серии «Фауна СССР» в 1981 году была переиздана в США на английском языке.
Автор более 250 научных статей. Описал более 740 новых таксонов перепончатокрылых. В 1996 году защитил докторскую диссертацию на тему «Ихневмониды (Hymenoptera, Ichneumonidae) — паразиты пилильщиков (Hymenoptera, Symphyta) : Таксономические ревизии эктопаразитических подсемейств, эволюция паразитизма». 
Внёс значительный вклад в изучении ихневмонид Мексики, опубликовав по ним 2 монографии и
38 статей, в которых описал 168 новых видов и подвидов.
Член президиума Русского энтомологического общества.
Сын — музыкант Юрий Каспарян.

## Основные труды
- Каспарян Д. Р. . Наездники-ихневмониды (Ichneumonidae). Подсемейство Тryphoninae. Триба Tryphonini// Фауна СССР. Насекомые перепончатокрылые. Т. 3. Вып. I.. — Л.: Наука, 1973. — 320 p.
- Каспарян Д. Р., Толканиц В. И. . Наездники-ихневмониды (Ichneumonidae) подсемейство Tryphoninae: трибы Sphinctini, Phytodietini, Oedemopsini, Tryphonini (дополнение), Idiogrammftini подсемейства Euctrotinae, Adelognathinae (дополнение), Townesioninae // Фауна России и сопредельных стран. Насекомые перепончатокрылые. Т.3, вып.3.. — СПб.: Наука, 1999. — 404 p.
- Kasparyan D. R., Ruíz-Cancino E. Cryptini de México (Hymenoptera: Ichneumonidae: Cryptinae). Parte I. Serie «Avispas parasíticas de plagas y otros insectos (исп.). — Cd. Victoria, Tamaulipas, Mexico: Universidad Autónoma de Tamaulipas, 2005. — 286 p.
- Kasparyan D. R., Ruíz-Cancino E. Cryptini de México (Hymenoptera: Ichneumonidae: Cryptinae). Parte II. Serie «Avispas parasíticas de plagas y otros insectos (исп.). — Cd. Victoria, Tamaulipas, Mexico: Universidad Autónoma de Tamaulipas, 2008. — 373 p.